# Кулата
Ку́лата (болг. Кулата) — село в Благоєвградській області Болгарії. Входить до складу общини Петрич.

## Населення
За даними перепису населення 2011 року у селі проживали 849 осіб, з них 774 особи (99,5%) — болгари.
Розподіл населення за віком у 2011 році:
Динаміка населення: